# Alessandro De Col
Alessandro De Col fue un deportista italiano que compitió en remo. Ganó cuatro medallas de plata en el Campeonato Europeo de Remo entre los años 1926 y 1930.

## Palmarés internacional
| Campeonato Europeo | Campeonato Europeo  | Campeonato Europeo | Campeonato Europeo |
| Año                | Lugar               | Medalla            | Prueba             |
| ------------------ | ------------------- | ------------------ | ------------------ |
| 1926               | Lucerna (Suiza)     | Medalla de plata   | Doble scull        |
| 1927               | Como (Italia)       | Medalla de plata   | Doble scull        |
| 1929               | Bydgoszcz (Polonia) | Medalla de plata   | Doble scull        |
| 1930               | Lieja (Bélgica)     | Medalla de plata   | Doble scull        |